# Бутусов Михайло Павлович
Михайло Павлович Бутусов (* 5 (18) червня 1900, Санкт-Петербург — † 11 квітня 1963, Ленінград) — радянський гравець у футбол і хокей з м'ячем, футбольний тренер і функціонер. Один з найкращих футболістів Радянського Союзу у довоєнний час. Грав за збірні Ленінграда, РРФСР та СРСР як з футболу так і з хокею з м'ячем. Заслужений майстер спорту СРСР (з 1934). Орден «Знак Пошани» (1957). Брат Василя Бутусова.

## Життєпис

### Ігрова кар'єра
Усю кар'єру провів у ленінградських (петроградських) командах. У футбол почав грати в 1912 р. у Петербурзі в команді «Унітас», виступав за команди Фінської залізниці.
Учасник громадянської війни 1918—1920 років.
У 1917—1923 рр. виступав за першу команду «Унітасу» (Петроград), у 1924—1926 рр. — за «Спартак» Виборзький район «А» Ленінграда, потім протягом 1927—1930 рр. — за «Харчовики» (Ленінград) і за «Динамо» (Ленінград) — з 1931 по вересень 1936 року. У «Спартаку», «Харчовиках» і «Динамо» був капітаном команди.
У вищій лізі СРСР провів за «Динамо» (Ленінград) 6 ігор.
Входив до складу збірної СРСР у 1924—1934 рр. (7 ігор, 4 голи), але збірна проводила тоді лише неофіційні поєдинки, які не були визнані ФІФА. У 1924 році під час першого міжнародного матчу збірної СРСР був капітаном і забив перший гол збірної. Входив до складу збірної Петрограду/Ленінграду у 1918—1935 роках. Учасник поїздок збірної РРФСР по Скандинавії, Німеччині й Естонії в 1923 році, де забив 57 м'ячів; матчів збірної Ленінграда зі збірною Праги в 1923 році.
Був капітаном збірної Радянського Союзу, збірної Ленінграда (1930—1935), збірної РРФСР (1929—1934).
Фіналіст чемпіонату СРСР 1924 і 1932, віце-чемпіон СРСР 1935, чемпіон РРФСР 1924, і 1932, чемпіон Ленінграда 1928, 1929, 1931, 1933 та 1935 рр.
У 1926 році в опитуванні газети «Червоний спорт», яке визначило 10 найкращих футболістів країни, визнаний другим після Миколи Соколова найсильнішим гравцем Радянського Союзу. Також у неофіційних списках журналу «Фізкультура і спорт» був під № 1 у «44-х найкращих» 1928 і «33-х найкращих» 1930 років.
Добре грав у хокей з м'ячем, був центральним нападником. Виступав за збірну Петрограда/Ленінграда (1918—1936), збірну РРФСР (1922—1929), збірну СРСР (1928 рік). Чемпіон СРСР з хокею з м'ячем 1928, віце-чемпіон 1933, третій призер 1936; переможець зимової світової робочої спартакіади 1928 в Осло (Норвегія).

### Стиль гри
Грав на позиції центрального нападника. Був чудовим організатором гри, славився високою технікою, точними і сильними ударами. Коронний удар по м'ячу — з льоту з розворотом корпуса.

### Тренерська діяльність
Головний тренер «Динамо» (Ленінград) протягом 1937—1938 і 1948—1953 років, «Динамо» Тбілісі (липень 1939 — липень 1940), «Динамо» Київ (вересень 1940 — червень 1941), Динамо (Ташкент) і збірної Узбецької РСР (1942—1945), «Спартака» Ленінград (1945), «Зеніта» Ленінград (1946) і знову київського «Динамо» (1947).
Під його керівництвом «Динамо» (Тбілісі) стало віце-чемпіоном Радянського Союзу у 1939 і 1940 роках, а київське Динамо після провального сезону 1946 (останнє місце у турнірній таблиці) піднялося на 4-те місце в сезоні 1947.
Працював начальником Навчально-спортивного відділу Ленінградської міської ради «Динамо» у 1954—1963 рр. Був заступником голови президії ленінградської Секції (пізніше — Федерації) футболу, членом президії Секції (пізніше — Федерації) футболу СРСР у 1954—1963 роках, членом тренерської ради Ленінграда.
Писав для спортивної преси. Автор брошури «Футбол у СРСР» (Ленінград, 1961).
Нагороджений орденом «Знак Пошани» (1957).